# Soil mark
I Soil marks (in italiano si potrebbe tradurre con segni o impronte o tracce nel suolo ) sono le differenze nel colore del suolo dovute alla conformazione di feature archeologiche. I soil marks possono essere visti quando un cumulo di terreno prodotto dall'aratura dell'earthwork ha lasciato sia del materiale duro e secco di un precedente cumulo, sia quello più umido da una fossato precedente . Essi possono essere osservati anche quando una feature viene sezionata attraverso lo strato superficiale del suolo per rivelare il gesso sottostante.